# 艸花庵養老軒
艸花庵養老軒（そうかあんようろうけん）とは、岐阜県各務原市に店舗のある和菓子店。

## 概要
手作り外郎で知られる老舗和菓子店。創業時は愛知県名古屋市中村区に本店を置き、最盛期には本店を含めて3店舗を展開していた。2015年（平成27年）に岐阜県各務原市へ移転している。

## 沿革
- 1922年（大正11年） - 愛知県名古屋市中村区名駅4丁目にて「養老軒」が創業[3]。
- 1957年（昭和32年）3月6日 - 2代目が法人化。日本最古の本格的地下街・名駅地下街サンロード開業に併せて出店[3]。
- 1985年（昭和60年） - 3代目が本店に甘味喫茶「艸花庵」を併設[3]。
- 2005年（平成17年） - 4代目がJRセントラルタワーズ13階に3店舗目の「艸花庵」を出店。この頃から、全国4都市の髙島屋の催事「味百選」に出店するように[3]。
- 2009年（平成21年）～2014年（平成26年） - 原材料費高騰や和菓子離れ等の理由により、業務縮小のために全店舗を閉店[3]。
- 2015年（平成27年） - 5代目が岐阜県各務原市に移転し、屋号を「艸花庵養老軒」と改めて開店[3]。